# Herb księstwa cieszyńskiego
Herb księstwa cieszyńskiego – herb książęcy, symbol położonego na Górnym Śląsku księstwa cieszyńskiego.

## Blazonowanie
Herb wyobraża srebrnego lub złotego orła w błękitnym polu.

## Galeria

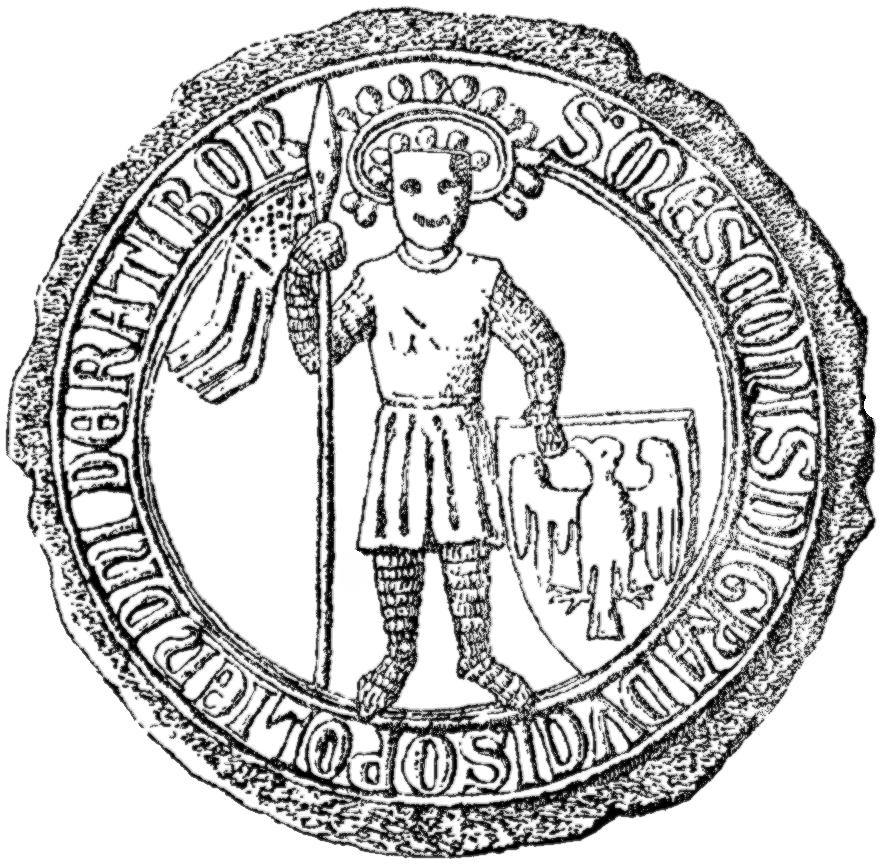
Pieczęć piesza Mieszka cieszyńskiego z herbem (1288)
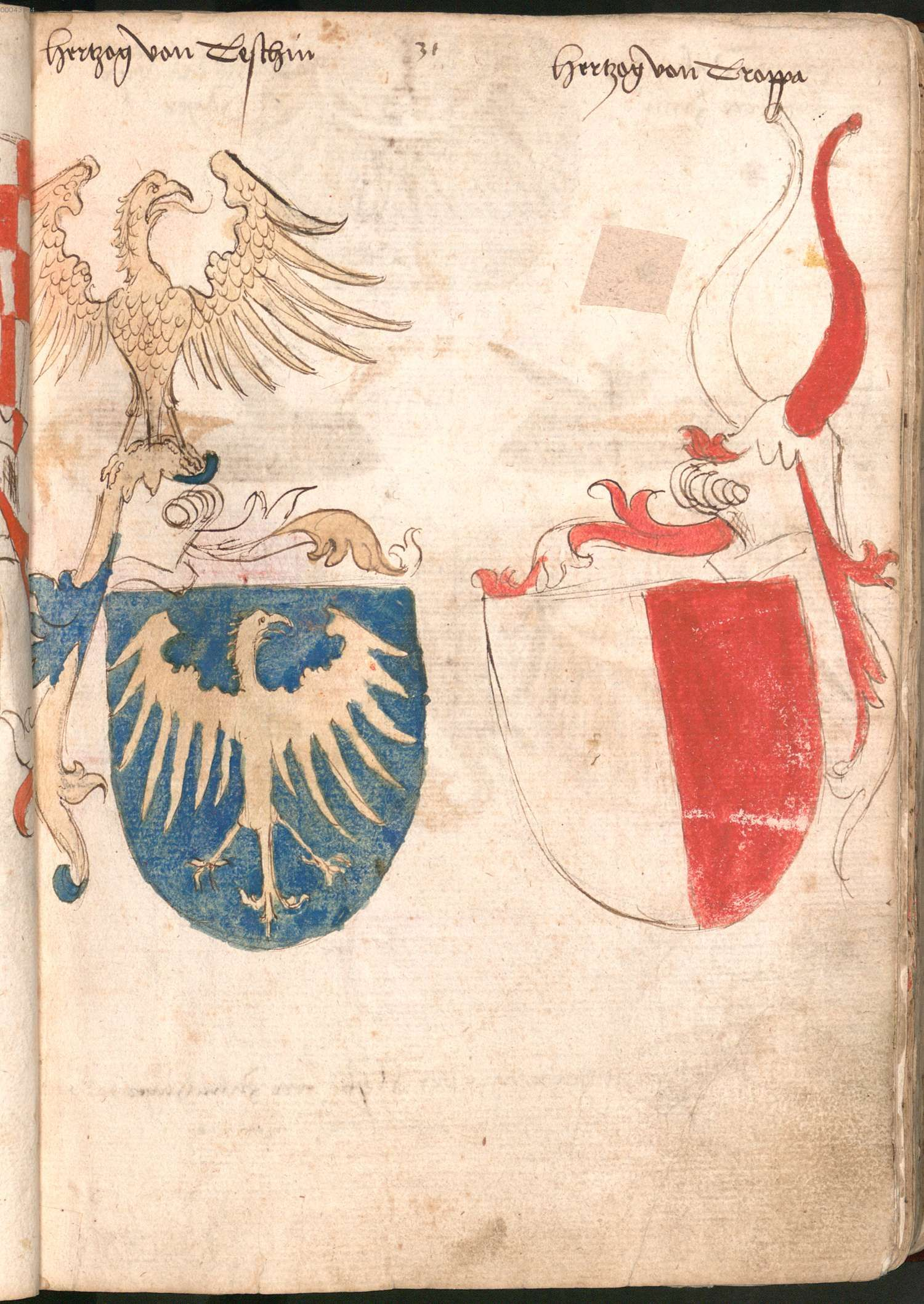
Herb księstwa cieszyńskiego (po lewej) w herbarzu z Wernigerode (~1486–1492)
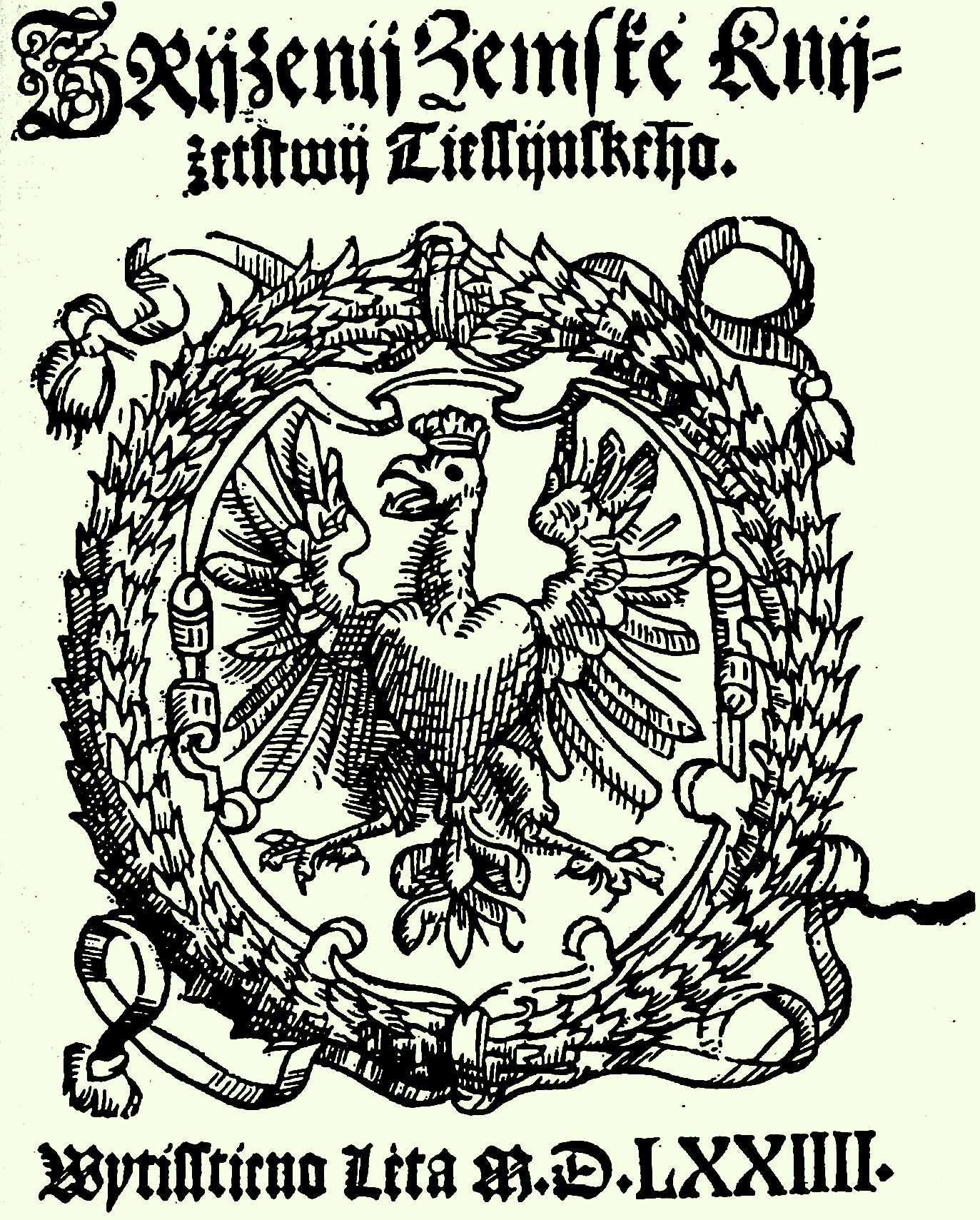
Herb księstwa cieszyńskiego na stronie tytułowej konstytucji (1574)
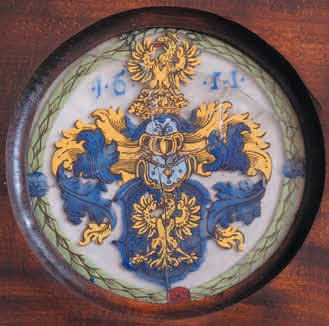
Herb księstwa cieszyńskiego na gomółce okiennej z zamku w Cieszynie (1611)
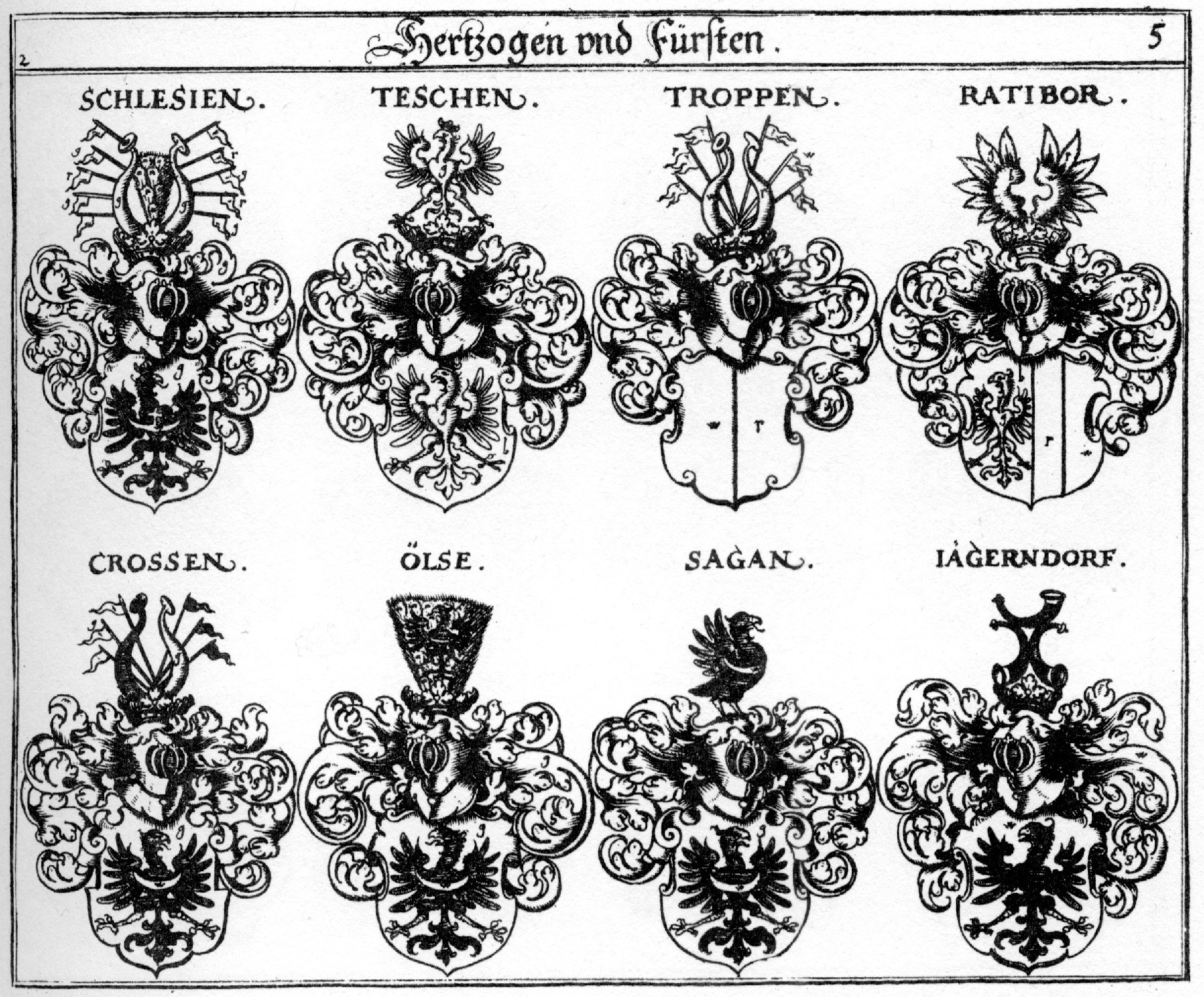
Herb księstwa cieszyńskiego (drugi od lewej w górnym rzędzie) w XVIII-wiecznym wydaniu herbarza Johanna Siebmachera (1701-1705)
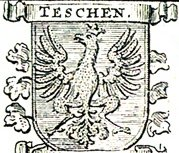
Herb księstwa cieszyńskiego na mapie Górnego Śląska (1746)
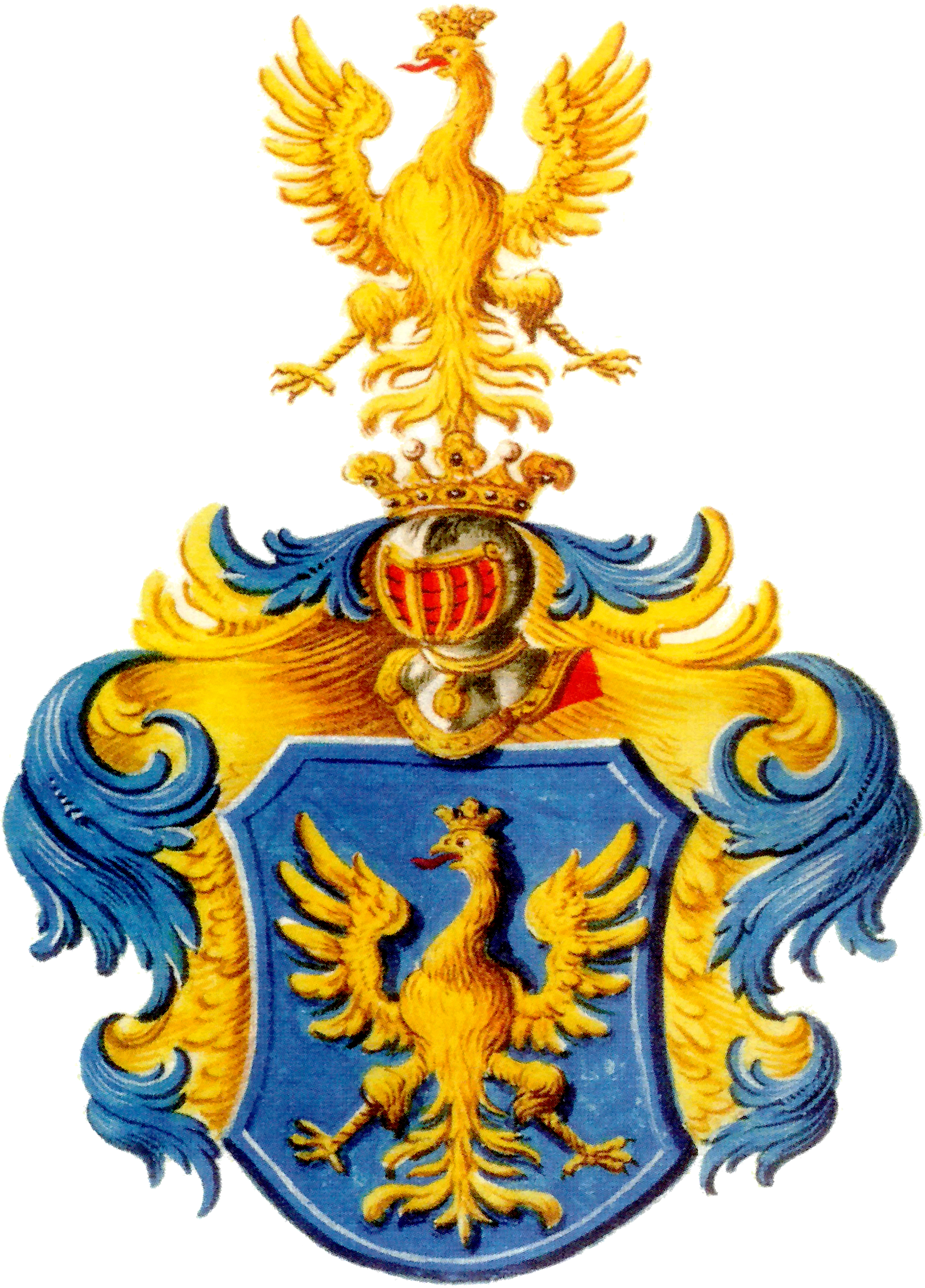
Herb księstwa cieszyńskiego w Scuta nobilium ducatus Teschinensis Leopolda Jana Szersznika (~1805)
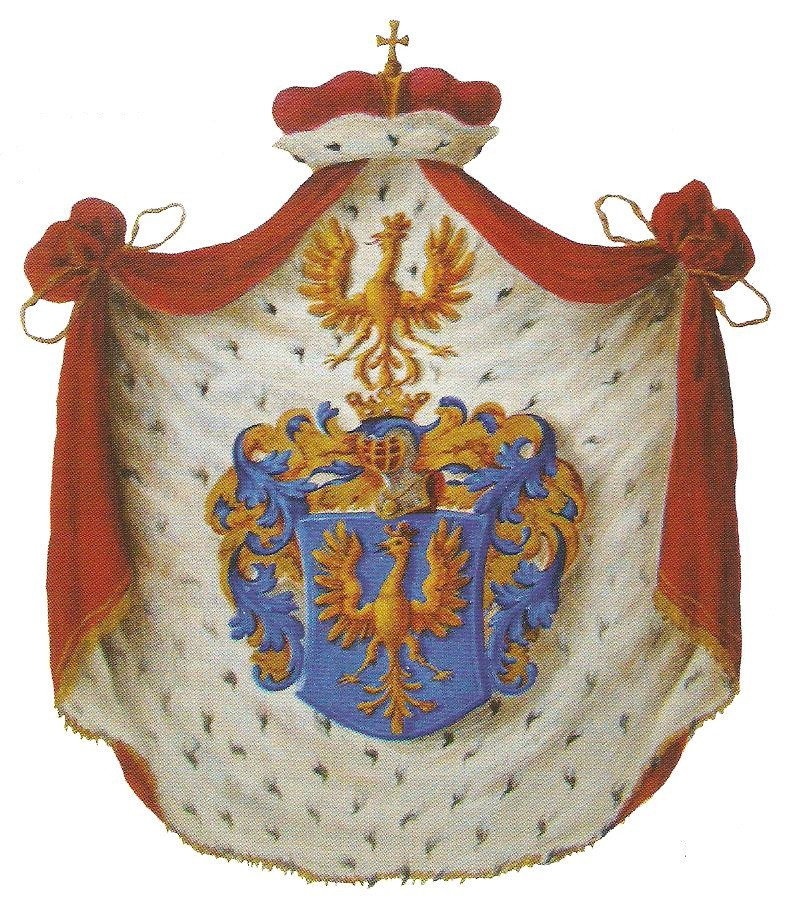
Herb księstwa cieszyńskiego w Księdze miejskiej miasta Cieszyn (1833)
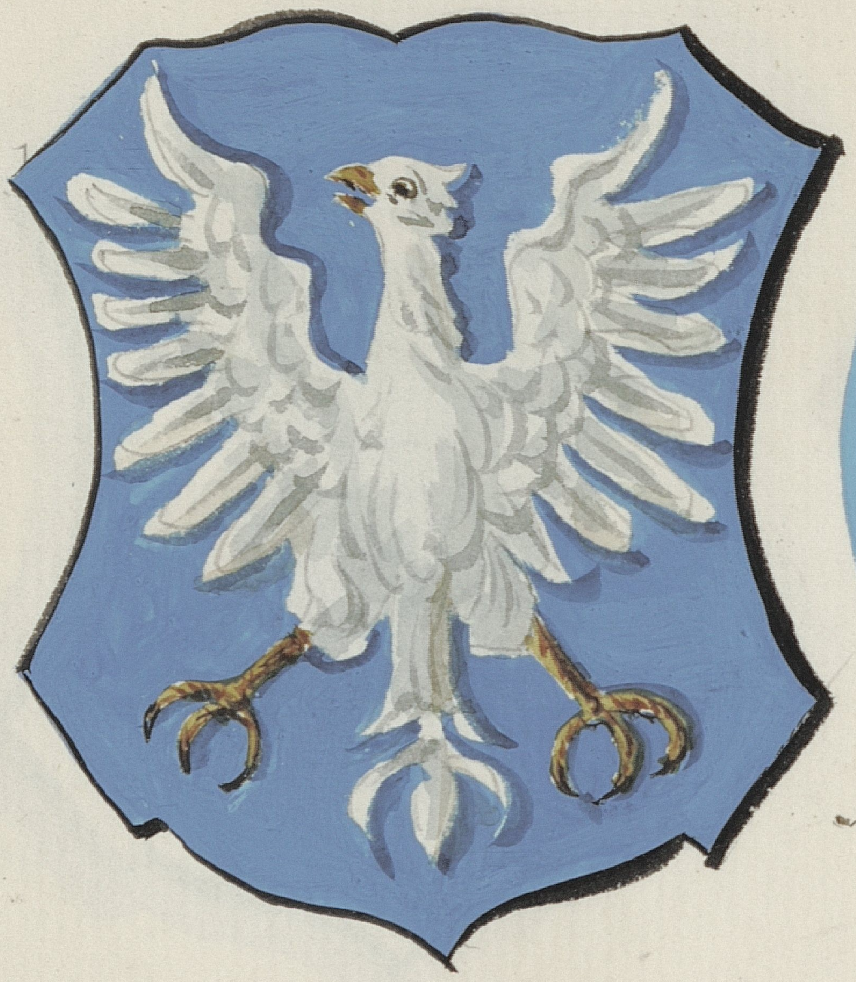
Herb księstwa cieszyńskiego w herbarzu Bolesława Starzyńskiego (1875–1900)
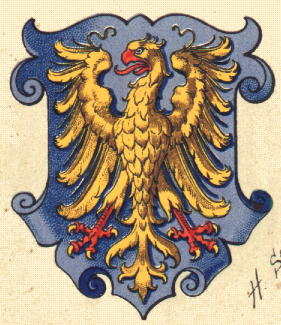
Herb księstwa cieszyńskiego w Herbarzu austriacko-węgierskim Hugona Gerharda Ströhla (1890)
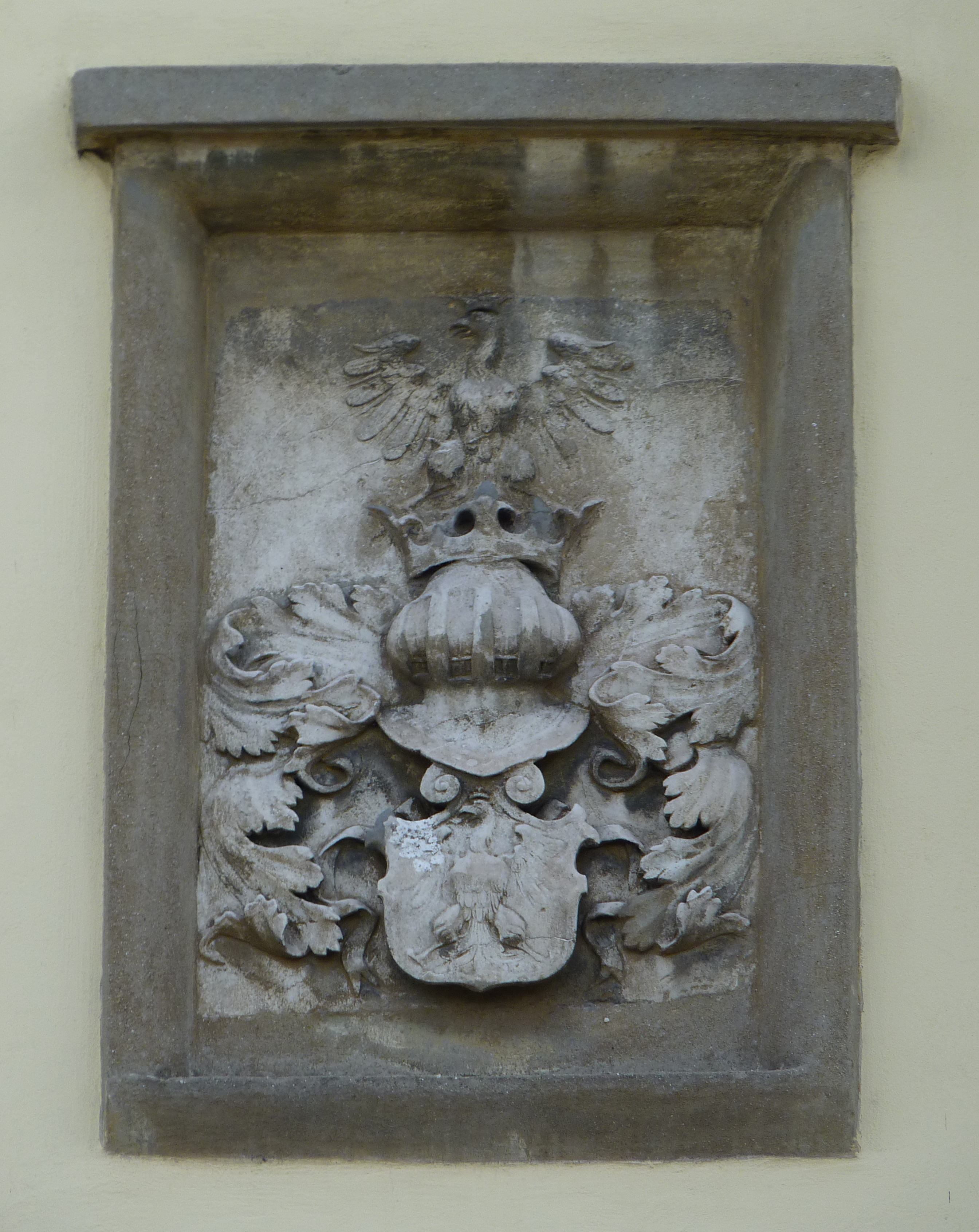
Herb księstwa cieszyńskiego na frysztackim ratuszu
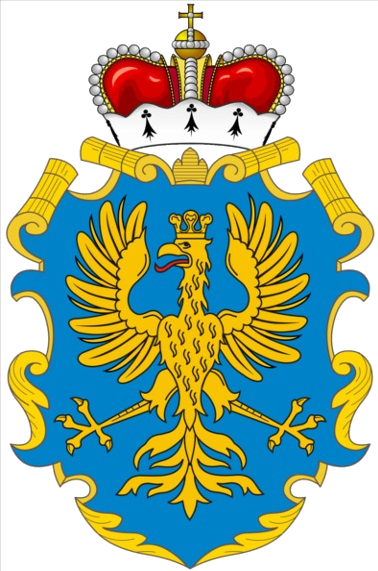
Współczesna rekonstrukcja herbu księstwa cieszyńskiego z koroną rangową.
Współczesna rekonstrukcja herbu księstwa cieszyńskiego na średniowiecznej tarczy francuskiej.